# Міжнародна федерація кіноархівів
Міжнародна федерація кіноархівів, МФК (фр. Federation Internationale des Archives du Film, (FIAF)) — міжнародна організація, створена в 1938 році в Парижі з метою збереження фільмів як документів, що мають художнє та історичне значення. Один з розділів МФК зберігає безкоштовні електронні версії, що висвітлюють проблеми збереження кінодокументів Journal of Film Preservation (з 1995 no 2003 рік), віртуальний «книжковий магазин», де можна оформити передплату, перелік журналів про кіно і телебачення у форматі PDF (понад 300 видань), а також платні електронні бази даних, зокрема по періодичних виданнях на тему кіно і телебачення на CD з анотаціями 300 тис. статей.
В Установчому акті ФІАФ, підписаним учасниками в 1938 році, мався такий пункт: «З Федерації беззастережно виключаються ті інституції та організації, які використовують свої фільми для комерційних цілей».
Як основна організаційно-координаційна форма були обрані щорічні конгреси.